# あすの資源
あすの資源（ -しげん）は、1983年4月10日から1984年4月1日までNHK教育テレビで放送されたテレビ番組である。

## 概要
石油、石炭、食料、森林からセラミックなどの新素材、それを作り出す新技術など、あらゆる資材が産業経済にどのようにかかわり、将来的な影響などを検討する番組であった。1984年度は『資源情報'84』に改題した。

## 基礎情報
あすの資源
- 放送期間：1983年4月10日 - 1984年4月1日
- 放送時間：日曜日 06:00 - 07:00／土曜日 13:30 - 14:30

資源情報'84
- 放送期間：1984年4月7日 - 1985年3月30日
- 放送時間：土曜日 18:00 - 18:30

## 出演者
- 大塚利兵衛

## 主なテーマ
- "バイオマス"とは何だろう? 暮らしに役立つ生物資源
- 汚泥から作るビルディング
- 新太陽電池インジウムリン
- ガリウム砒素
- 汚泥ガス発電
- 水素貯蔵合金
- 新強化木材・WPC